# CAF Champions League 2002
La CAF Champions League 2002 venne vinta dall' Zamalek.

## Qualificazioni

### Turno Preliminare
| Squadra 1                | Totale | Squadra 2                   | Andata | Ritorno |
| ------------------------ | ------ | --------------------------- | ------ | ------- |
| Stade Olymp. de l'Emyrne | 4-1    | Olympique de Moka           | 2-0    | 2-1     |
| Costa do Sol             | 5-0    | Prince Louis FC             | 4-0    | 1-0     |
| Hintsa FC                | 1-4    | APR FC                      | 1-0    | 0-4     |
| Red Star                 | 1-3    | Simba SC                    | 0-1    | 0-3     |
| Wallidan FC              | 4-1    | Horoya AC                   | 3-0    | 1-1     |
| Tourbillon               | 3-2    | Dynamic Togolais            | 3-2    | 0-0     |
| Olympique Réal           | 1-1    | Akonangui Fútbol Club (dcr) | 1-0    | 0-1     |
| Mogoditshane Fighters    | 1-2    | Lesotho Defence Force FC    | 0-1    | 1-1     |
| Oserian Fastac           | 3-1    | Mebrat Hail                 | 1-0    | 2-1     |

### Primo Turno
| Squadra 1                 | Totale | Squadra 2                  | Andata | Ritorno |
| ------------------------- | ------ | -------------------------- | ------ | ------- |
| Petro Atlético            | 1-3    | Stade Olymp. de l'Emyrne   | 1-1    | 1-1     |
| Highlanders FC            | 1-2    | Costa do Sol               | 1-0    | 0-2     |
| ASEC                      | 8-2    | FC 105 Libreville          | 4-0    | 4-2     |
| Enyimba                   | 5-3    | Étoile Filante Ouagadougou | 4-0    | 1-3     |
| Zamalek                   | 6-0    | APR FC                     | 6-0    | 0-0     |
| Nkana FC                  | 4-3    | Simba SC                   | 4-0    | 0-3     |
| Raja Casablanca           | 5-2    | Wallidan FC                | 2-1    | 3-1     |
| Cotonsport Garoua         | 1-2    | Étoile du Congo            | 0-1    | 1-1     |
| Espérance                 | 8-2    | Tourbillon                 | 5-1    | 3-1     |
| Al Madina                 | 5-5    | Akonangui Fútbol Club      | 3-1    | 2-4     |
| Hearts of Oak             | 2-4    | Stade Malien               | 1-1    | 1-3     |
| CR Belouizdad             | 1-2    | Jeanne d'Arc               | 1-1    | 0-1     |
| TP Mazembe                | 3-1    | Lesotho Defence Force FC   | 2-0    | 1-1     |
| Orlando Pirates           | 4-1    | SS Saint-Louisienne        | 2-1    | 2-0     |
| Al Ahly                   | 2-1    | Oserian Fastac             | 2-1    | 0-0     |
| Al-Merreikh Sporting Club | 4-3    | Villa SC                   | 2-1    | 2-2     |

### Secondo Turno
| Squadra 1                | Totale | Squadra 2                 | Andata | Ritorno |
| ------------------------ | ------ | ------------------------- | ------ | ------- |
| Stade Olymp. de l'Emyrne | 2-3    | Costa do Sol              | 2-1    | 0-2     |
| ASEC                     | 5-4    | Enyimba                   | 4-1    | 1-3     |
| Zamalek                  | 3-1    | Nkana FC                  | 2-0    | 1-1     |
| Raja Casablanca          | 5-3    | Étoile du Congo           | 3-0    | 2-3     |
| Espérance                | 5-2    | Al Madina                 | 4-0    | 1-2     |
| Stade Malien             | 1-5    | Jeanne d'Arc              | 0-3    | 1-2     |
| TP Mazembe               | 4-2    | Orlando Pirates           | 1-1    | 3-1     |
| Al Ahly                  | 3-3    | Al-Merreikh Sporting Club | 2-0    | 1-3     |

## Fase a Gironi

### Gruppo A
| Squadra            | Pti | G | V | N | P | GF | GS | DR |
| ------------------ | --- | - | - | - | - | -- | -- | -- |
| 1. Raja Casablanca | 13  | 6 | 4 | 1 | 1 | 10 | 8  | 2  |
| 2. TP Mazembe      | 10  | 6 | 3 | 1 | 2 | 6  | 3  | 3  |
| 3. Jeanne d'Arc    | 6   | 6 | 2 | 0 | 4 | 7  | 10 | -3 |
| 4. Al Ahly         | 5   | 6 | 1 | 2 | 3 | 7  | 9  | -2 |

| 3 agosto 2002     |     |                 |
| Al Ahly           | 1–2 | Jeanne d'Arc    |
| TP Mazembe        | 2–0 | Raja Casablanca |
| 17 agosto 2002    |     |                 |
| Jeanne d'Arc      | 0–1 | TP Mazembe      |
| 18 agosto 2002    |     |                 |
| Raja Casablanca   | 2–1 | Al Ahly         |
| 1º settembre 2002 |     |                 |
| Al Ahly           | 1–0 | TP Mazembe      |
| Jeanne d'Arc      | 1–2 | Raja Casablanca |
| 14 settembre 2002 |     |                 |
| TP Mazembe        | 0–0 | Al Ahly         |
| 15 settembre 2002 |     |                 |
| Raja Casablanca   | 2–1 | Jeanne d'Arc    |
| 5 ottobre 2002    |     |                 |
| Raja Casablanca   | 1–0 | TP Mazembe      |
| 6 ottobre 2002    |     |                 |
| Jeanne d'Arc      | 2–1 | Al Ahly         |
| 18 ottobre 2002   |     |                 |
| TP Mazembe        | 3–1 | Jeanne d'Arc    |
| Al Ahly           | 3–3 | Raja Casablanca |

### Gruppo B
| Squadra         | Pti | G | V | N | P | GF | GS | DR  |
| --------------- | --- | - | - | - | - | -- | -- | --- |
| 1. Zamalek      | 13  | 6 | 4 | 1 | 1 | 10 | 3  | 7   |
| 2. ASEC         | 12  | 6 | 4 | 0 | 2 | 12 | 6  | 6   |
| 3. Espérance    | 10  | 6 | 3 | 1 | 2 | 9  | 6  | 3   |
| 4. Costa do Sol | 0   | 6 | 0 | 0 | 6 | 1  | 17 | -16 |

| 2 agosto 2002     |     |              |
| Zamalek           | 3–1 | ASEC         |
| 4 agosto 2002     |     |              |
| Costa do Sol      | 0–1 | Espérance    |
| 17 agosto 2002    |     |              |
| Espérance         | 1–1 | Zamalek      |
| 18 agosto 2002    |     |              |
| ASEC              | 5–0 | Costa do Sol |
| 31 agosto 2002    |     |              |
| Costa do Sol      | 0–2 | Zamalek      |
| Espérance         | 2–0 | ASEC         |
| 13 settembre 2002 |     |              |
| Zamalek           | 3–0 | Costa do Sol |
| 15 settembre 2002 |     |              |
| ASEC              | 3–1 | Espérance    |
| 5 ottobre 2002    |     |              |
| ASEC              | 1–0 | Zamalek      |
| 6 ottobre 2002    |     |              |
| Espérance         | 4–1 | Costa do Sol |
| 19 ottobre 2002   |     |              |
| Zamalek           | 1–0 | Espérance    |
| Costa do Sol      | 0–2 | ASEC         |

## Semifinali
| Squadra 1  | Totale | Squadra 2       | Andata | Ritorno |
| ---------- | ------ | --------------- | ------ | ------- |
| ASEC       | 2-4    | Raja Casablanca | 2-0    | 0-4     |
| TP Mazembe | 1-3    | Zamalek         | 1-1    | 0-2     |

## Finale
| Squadra 1       | Totale | Squadra 2 | Andata | Ritorno |
| --------------- | ------ | --------- | ------ | ------- |
| Raja Casablanca | 0-1    | Zamalek   | 0-0    | 0-1     |